# Deryck Taylor
Deryck Taylor (* 1939) ist ein ehemaliger jamaikanischer Weitspringer, Dreispringer und Hürdenläufer.
1958 gewann er bei den Meisterschaften der British West Indies Silber im Weitsprung und Bronze im Dreisprung sowie über 110 m Hürden. Bei den British Empire and Commonwealth Games in Cardiff holte er Silber im Weitsprung und schied über 120 Yards Hürden im Vorlauf aus.
Im Jahr darauf gewann er im Weitsprung Silber bei den British-West-Indies-Meisterschaften und siegte bei den Zentralamerika- und Karibikspielen.
Seine persönliche Bestleistung im Weitsprung von 7,77 m stellte er am 1. April 1961 in Fayetteville auf.